# Cinema Zuid

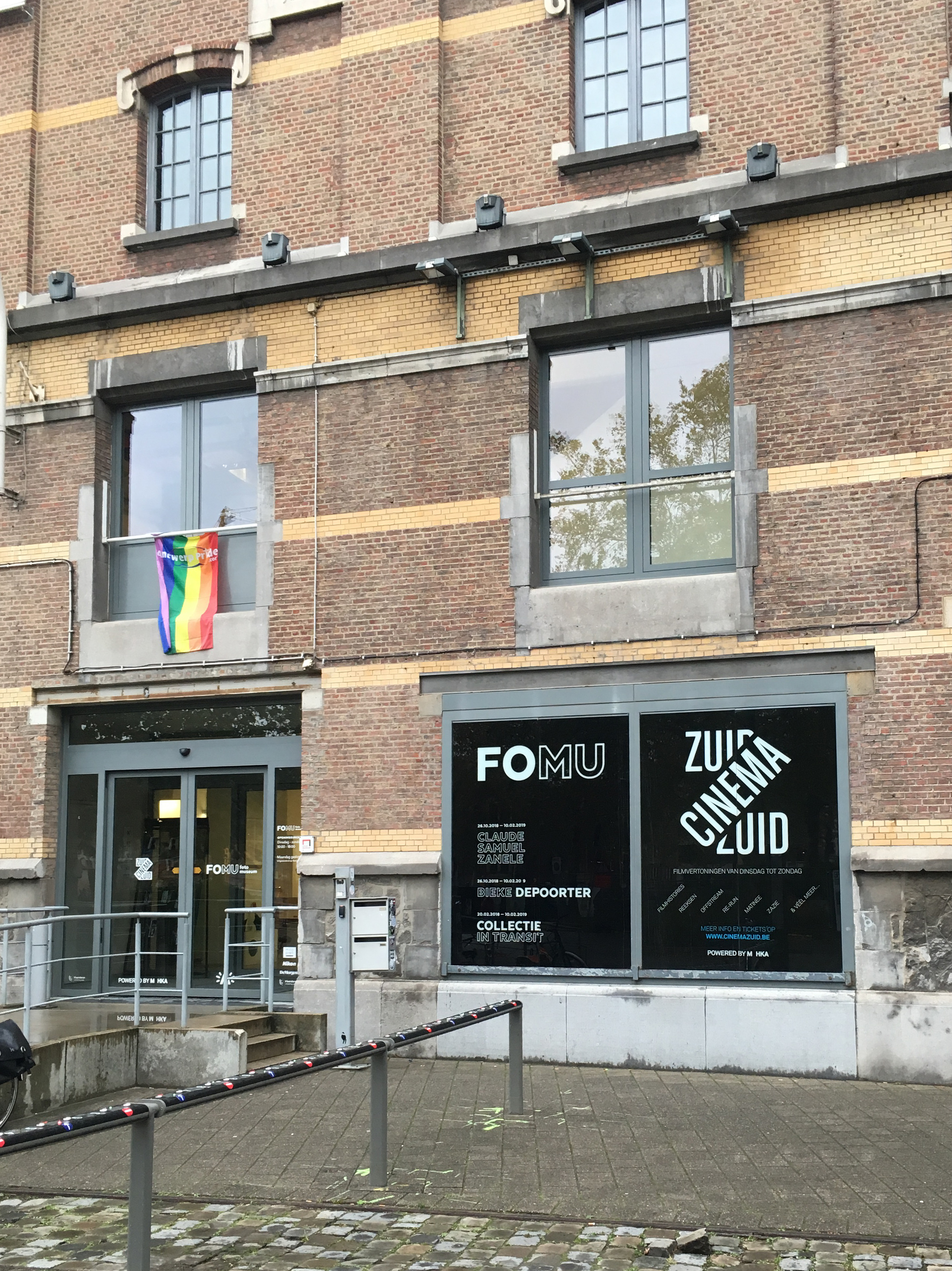
inkom van het FoMu en Cinema Zuid, Waalsekaai

Cinema Zuid was tussen 2009 en 2019 een bioscoop in Antwerpen op het Zuid. De cinema viel onder de werking van het M HKA en was gelegen in het gebouw van het Fotomuseum.
Cinema Zuid kwam voort uit het Antwerpse Filmmuseum dat tot 1993 samen met het Internationaal Cultureel Centrum in het Paleis op de Meir gevestigd was. Na de verhuis vond het Filmmuseum onderdak bij het M HKA, naast de eigen filmwerking van het museum M HKA Media. In 2009 opende Cinema Zuid, een volwaardige cinema met twee zalen, in het gebouw van het Antwerpse Fotomuseum. Op de openingsavond bracht componist John Parish muziek die hij had geschreven voor de films Rosie en (N)iemand van Patrice Toye. Johan Grimonprez stelde er zijn film Double Take voor.
In 2011 vond het Zomerfilmcollege, een symposium rond film, plaats in Cinema Zuid.
De bibliotheek van Cinema Zuid was gevestigd in het M HKA. De collectie, gespecialiseerd in de kennisvorming over film, video en nieuwe media, omvat meer dan 6000 catalogi en boeken, 796 tijdschriften en 41 mappen met knipsels.
In 2019 kondigde M HKA aan dat Cinema Zuid vervangen werd door De Cinema in DE Studio, het voormalige gebouw van Studio Herman Teirlinck. In dit gebouw op het Mechelseplein werden twee nieuwe filmzalen gebouwd, met een capaciteit van respectievelijk 50 en 160 personen.

## Programmatie
Cinema Zuid programmeerde volgens thema op vaste dagen.
- "Filmhistories", op dinsdag en donderdag, klassiekers uit de jaren 1930, 1940 en 1950. Stille films kregen live begeleiding door een pianist.
- "Off-stream", op woensdag, toonde cultfilms, avant-garde en experimentele films.
- Donderdagnamiddag werden "Matinees" georganiseerd met verloren gewaande oude films.
- "P/Re-run" op vrijdag, zaterdag en zondag toonde alternatieve  films die slechts beperkt in de bioscoop te zien waren opnieuw. Aan het einde van iedere maand werd een film gescreend die niet in België werd uitgegeven.
- Er stond één zondag per maand twee kinderfilms op het programma tijdens "Zazie".

Cinema Zuid werkte voor zijn programmatie samen met onder andere CINEMATEK, Sint Lucas Antwerpen, de Vlaamse Opera en CINEA (voorheen VDFC).